# Mondkamera
Als Mondkamera wird ein Messinstrument der Astrometrie bezeichnet, mit dem die scheinbare Bahn des Mondes unter den Fixsternen präzise vermessen werden kann.
Dabei sind zwei Probleme zu überwinden:
- die rasche Bewegung des Mondes, die in etwa 50 Minuten eine Vollmondbreite ausmacht;
- seine große Helligkeit, die für eine gute fotografische Abbildung spezielle Filter erfordert.

Die bis dato genaueste Mondkamera hat zu Beginn der 1960er Jahre der Geodät W. Markowitz entwickelt. Bei ihr wurden Filterung und Nachführung durch eine optische Planplatte mit Registriermikrometer gelöst.
Die Mondkamera hat zwar eine hohe Präzision, die bei längeren Messreihen etwa 0,01" erreichen kann. Sie wird aber heute nur selten eingesetzt, da Lasermessungen zum Mond (Lunar Laser Ranging) inzwischen genauer und weitgehend automatisch erfolgen.